# Raawi
Raawi – Jüdisches Magazin ist  eine jüdische Monatszeitung, die seit Chanukka (Lichterfest) 2019 im Hamburger Raawi Verlag erscheint, der auch Herausgeber ist.

## Onlineangebot
Raawi fokussiert sich vor allem auf digitale und Soziale Medien und berichtet täglich über das jüdische Leben in Hamburg und Deutschland. Ziel des Unternehmens ist es, das Judentum für nicht jüdische Mitbürgerinnen und für Menschen, die zum Judentum konvertieren möchten, verständlicher zu erklären und das jüdische Leben in Hamburg sichtbarer zu machen. Außerdem produziert, sammelt und archiviert der Raawi Verlag digitale Medien (Fotos, Filme, Online-Artikel, Podcasts) über das jüdische Leben in Hamburg unter dem Namen Hamburger Jüdische Mediathek, um diese Medien zentral zu bewahren und für die Zukunft zu sichern.
Während der COVID-19-Pandemie hat Raawi regelmäßig Veranstaltungen und wöchentlichen Tora-unterricht live gestreamt und eine Reihe Doku-Filme über die jüdische Geschichte der Freien und Hansestadt Hamburg gemeinsam mit dem Landesrabbiner Shlomo Bistritzky aufgenommen und auf YouTube veröffentlicht.
In der Doku-Reihe „Lebende Legende“ trafen die Redakteure von Raawi Holocaustüberlebende und besondere jüdische Persönlichkeiten in Hamburg, z. B. Peggy Parnass, Ilja Kaganovic, und interviewten diese, um deren Geschichte zu dokumentieren und zu verbreiten. Darüber hinaus werden im Rahmen des Podcasts „Raawi trifft…“ regelmäßig wichtige Personen zu aktuellen Themen interviewt. Eine weitere Podcastreihe ist in Vorbereitung.

## Ziele
Raawi versteht sich als Brücke zwischen den unterschiedlichen Strömungen des Judentums in Hamburg, z. B. Jüdische Gemeinde Hamburg KdöR, Reformsynagoge Hamburg, Chabad Hamburg und Israelitischer Tempelverband, und versucht durch unpolitische, unparteiische und neutrale Berichte, das jüdische Leben in Hamburg sichtbar zu machen. Obwohl Armin Levy, Gründer und Chefredakteur des Raawi-Magazins, ein aktives Mitglied der orthodoxen Synagoge der Jüdischen Gemeinde in Hamburg ist, steht Raawi der LGBT-Bewegung in Hamburg sehr nah und berichtet regelmäßig über Diskriminierungen und auch Paraden in Hamburg. Im Jahr 2022 hat Raawi einen Film über das 10-jährige Jubiläum der Amtseinführung des Hamburger Landesrabbiner Shlomo Bistritzky produziert und damit neben den Gratulationen der Politiker einen kurzen Bericht über die letzten zehn Jahre des jüdischen Lebens in Hamburg erstattet. Raawi setzt sich aktiv gegen Extremismus, Antisemitismus und jede Art von Diskriminierung ein. So bietet das Magazin unter anderem Treffen mit Holocaustüberlebenden in Schulen an.